# Lijst van schilderijen in het Rijksmuseum Amsterdam/Anonieme Russische schilders
Lijst van schilderijen in het Rijksmuseum Amsterdam met werken van anonieme schilders afkomstig uit Rusland.
| Inventarisnummer | Toeschrijving      | Titel                      | Datering  | Afbeelding |
| ---------------- | ------------------ | -------------------------- | --------- | ---------- |
| SK-A-116         | Anoniem (Rusland?) | Portret van Peter de Grote | 1700-1750 |            |